# والیبال قهرمانی زیر ۱۹ سال پسران جهان ۲۰۲۱
والیبال قهرمانی زیر ۱۹ سال پسران جهان ۲۰۲۱ (انگلیسی: 2021 FIVB Volleyball Boys' U19 World Championship)، هفدهمین دوره مسابقات والیبال قهرمانی زیر ۱۹ سال پسران جهان است که به میزبانی تهران و در تاریخ ۲۱ اوت تا ۲ سپتامبر در شهر تهران برگزار شد. ۲۰ تیم از ۵ قاره در این مسابقات به رقابت پرداختند که در پایان تیم لهستان با شکست بلغارستان فاتح این رقابتها شد. تیمهای ایران و روسیه هم برای کسب مقام سوم در دیدار رده‌بندی به مصاف یکدیگر رفتند که در پایان ایران با غلبه بر روسها آخرین سکوی قهرمانی جهان را از آن خود کرد و دست روسیه از کسب مدال کوتاه ماند.

## تیمها، گروه‌بندی، نتایج مسابقات
ایران، روسیه، بلغارستان، هند، لهستان، برزیل، تایلند، آلمان، ایتالیا، جمهوری چک، کلمبیا، نیجریه، کامرون، کوبا، آرژانتین، بلژیک، مصر، بلاروس
تیمهای گواتمالا، دومینیکن و آمریکا به دلیل مسائل مربوط به بیماری کرونا، این مسابقات را از دست دادند.
گروه یک:ایران، لهستان، هند، نیجریه، گواتمالا (انصراف)
گروه دوم:ایتالیا، برزیل، بلاروس، کلمبیا، جمهوری چک
گروه سوم:روسیه، کامرون، بلژیک، بلغارستان، تایلند
گروه چهارم:آلمان، آرژانتین، کوبا، مصر، دومینیکن (انصراف)
بعد از مسابقات دور گروهی دو تیم بلاروس و کامرون از صعود بازماندند و شانزده تیم به دور حذفی رسیدند.

### یک‌هشتم نهایی
🇵🇱 لهستان ۳ _ ۰ کلمبیا 🇨🇴
🇮🇷 ایران ۳–۰ چک 🇨🇿
🇧🇷 برزیل ۳–۰ هند 🇮🇳
🇮🇹 ایتالیا ۳–۰ نیجریه 🇳🇬
🇷🇺 روسیه ۳–۰ کوبا 🇨🇺
🇦🇷 آرژانتین ۳–۰ تایلند 🇱🇦
🇩🇪 آلمان ۳–۲ بلژیک 🇧🇪
🇧🇬 بلغارستان ۳–۰ مصر🇪🇬

### یک چهارم نهایی
🇮🇷 ایران ۳–۱ آرژانتین🇦🇷
🇵🇱 لهستان ۳–۰ آلمان 🇩🇪
🇷🇺 روسیه ۳–۰ برزیل 🇧🇷
🇧🇬 بلغارستان ۳–۲ ایتالیا🇮🇹

### نیمه نهایی
🇧🇬بلغارستان ۳–۲ روسیه🇷🇺
🇮🇷 ایران ۱–۳ لهستان🇵🇱

### رده‌بندی
🇮🇷 ایران ۳–۲ روسیه 🇷🇺

### نهایی
🇵🇱 لهستان ۳–۰ بلغارستان 🇧🇬

## قهرمان
🇵🇱 لهستان

## رده‌بندی نهایی چهارتیم پایانی
مقام اول جهان 🇵🇱 لهستان
مقام دوم جهان 🇧🇬بلغارستان
مقام سوم جهان 🇮🇷ایران
مقام چهارم جهان 🇷🇺روسیه

## ورزشگاه‌ها
| گروه A, B و مرحله نهایی     | گروه C, D و مرحله نهایی |
| --------------------------- | ----------------------- |
| تهران، ایران                |                         |
| سالن دوازده هزار نفری آزادی | سالن والیبال آزادی      |
| ظرفیت: ۱۲٬۰۰۰               | ظرفیت: ۳٬۰۰۰            |
|                             |                         |